# Jorge Novak
Jorge Novak (4 mars 1928 - 9 juillet 2001), était un évêque argentin, premier évêque de Quilmes, qui se distingua pour son travail pour les plus pauvres et pour son énergie pour la défense des droits de l'homme durant la dictature militaire. Il est encore le cofondateur du Movimiento Ecuménico por los Derechos Humanos. Il est reconnue serviteur de Dieu par l'Église catholique depuis l'introduction de son processus de béatification.

## Biographie
Jorge Novak naît le 4 mars 1928 à San Miguel Arcángel, quartier d'Adolfo Alsina, dans la province de Buenos Aires. Il est issu d'une famille descendant d'allemands de la Volga. Désireux de devenir prêtre, il se sentit appelé dans la Société du Verbe Divin, dans laquelle il entra le 1er mars 1947. Il reçut l'ordination sacerdotale le 10 janvier 1954.
Il obtient en 1958 un doctorat d'histoire auprès de l'Université pontificale grégorienne. Il fut préfet des étudiants de théologie de la Société du Verbe Divin, puis recteur du séminaire, avant d'être nommé en 1972 supérieur provincial. En 1976, il fut élu président de Conférence Argentine des Religieux (CAR).
Le 7 août 1976 le pape Paul VI le nomme évêque du diocèse de Quilmes, tout juste créé. Durant son ministère épiscopal, Mgr Novak se distingua pour son option préférentielle pour les pauvres, pour la lutte des droits de l'homme, parfois au risque de sa vie au cours de la dictature militaire, au dialogue œcuménique et à la création de nombreuses paroisses et lieux de culte. Sa pastorale était centrée sur la promotion de la dignité humaine. Il vécut dans la simplicité, menant une vie austère faite de prière, d'étude théologique et de nombreuses activités pour être le plus proche des fidèles de son diocèse.
En 1984, on lui diagnostique le syndrome de Guillain-Barré. Malgré le développement de la maladie, il poursuit son ministère et participe notamment à la fondation du Mouvement Œcuménique des Droits de l'Homme. Il meurt à Quilmes le 9 juillet 2001, des suites d'un cancer de l'estomac.

## Béatification et canonisation
- 28 juillet 2016 : introduction de la cause en béatification et canonisation dans le diocèse de Quilmes (enquête diocésaine)